# Mühlenturm (Kranenburg)

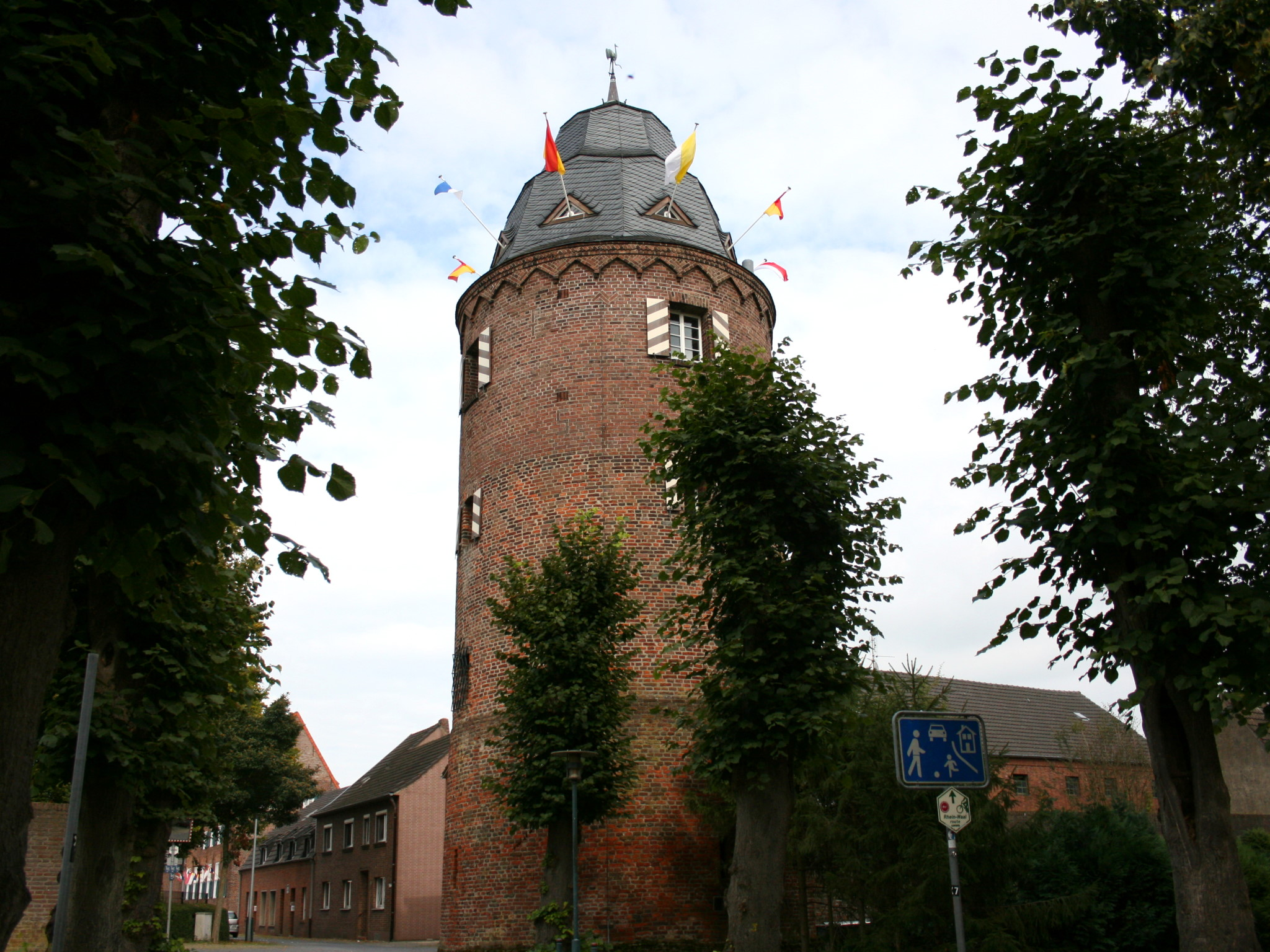
Mühlenturm

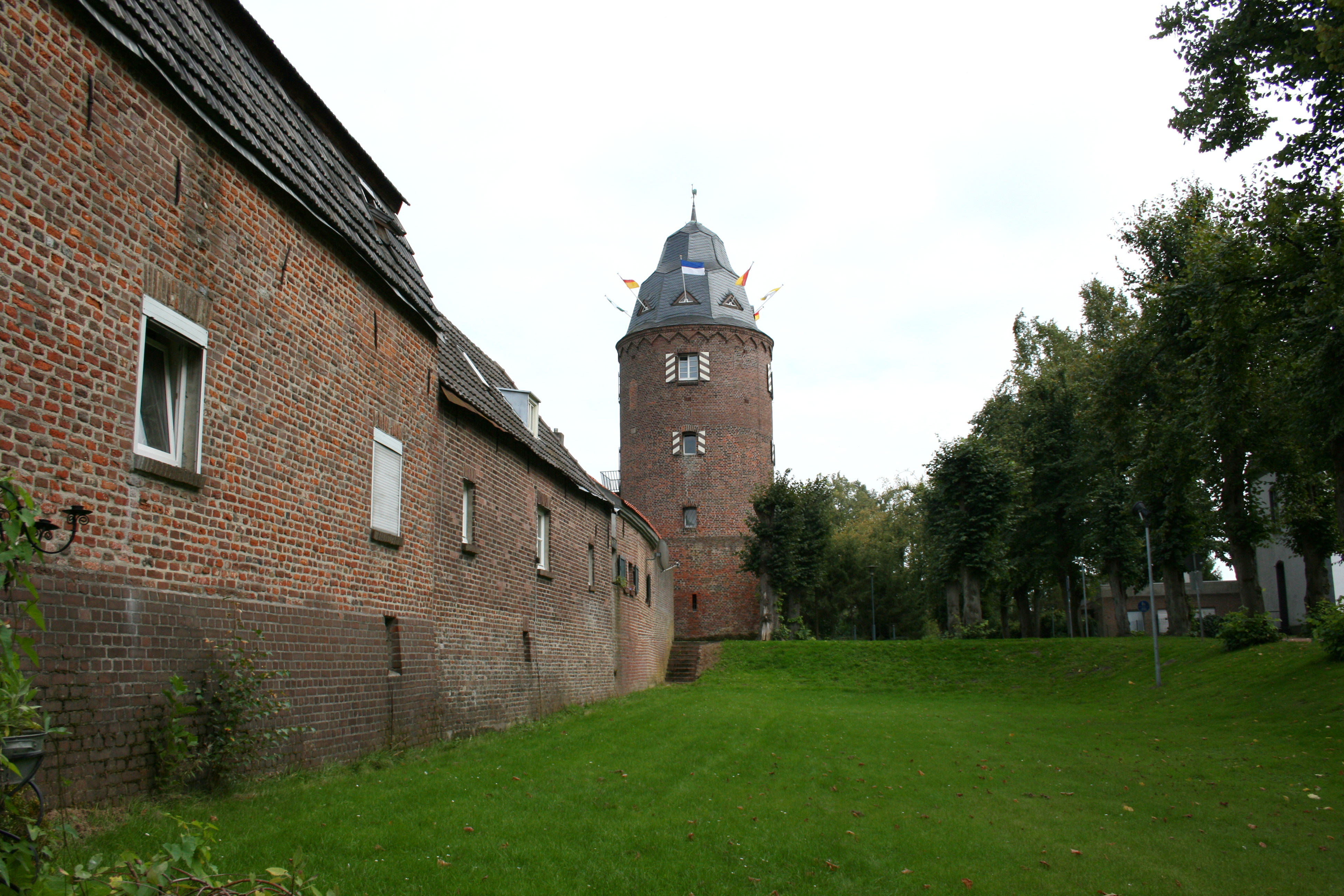
Lage an der alten Stadtmauer

Der Mühlenturm war Teil der ab 1395 errichteten Stadtbefestigung von Kranenburg und diente bis zum Ersten Weltkrieg als Stadtwindmühle. Heute wird das Gebäude als Museum genutzt.

## Geschichte
Eine erste Windmühle in Kranenburg wird schon 1299 genannt; vermutlich lag ihr Standort in dem sogenannten Mühlenfeld. Im Rahmen des 1395 in Angriff genommenen Stadtmauerbaus wurde auch eine neue Windmühle errichtet. Für 1398 ist ihre Existenz durch die Ersterwähnung des Namens Mühlenstraße indirekt belegt.
Der Mühlbetrieb wurde bis zum Ersten Weltkrieg aufrechterhalten. In den Jahren um 1920 begann der Abbruch des Turms, bis die Ruine 1922 durch den zu diesem Zweck gegründeten Verein für Heimatschutz erworben und wiederhergestellt wurde. 1932 konnte hier ein Heimatmuseum eröffnet werden, dessen Inventar im Zweiten Weltkrieg großteils verloren ging.
1949 wurde das Museum provisorisch wiedereröffnet. 1970 wurde die Ausstellung im Mühlenturm auf den Bereich religiöse Volkskunst konzentriert, um eine sinnvolle Arbeitsteilung mit dem 1961 eröffneten Museum Katharinenhof zu finden. Ende der 1980er Jahre musste der Turm wegen baulicher Mängel geschlossen werden. Bis 2004 wurde das Gebäude durchgreifend saniert, so dass 2006 eine neu konzipierte Ausstellung eröffnet werden konnte.

## Ausstellung
Seit 2006 wird im Mühlenturm die ortsgeschichtliche Dauerausstellung Geschichte im Turm präsentiert. Auf den fünf Geschossebenen werden die Bereiche Frühes Leben in unserer Region, Frühe Kulturen am Niederrhein, Siedlung und Herrschaft, Glaube und Kirche, sowie Von der Windmühle zum Wahrzeichen abgehandelt.